# Baie de Butuan
La baie de Butuan est une baie de la mer de Bohol bordant une partie du littoral de la province de l'Agusan del Norte.
Au Sud de cette baie, se trouve l'embouchure du fleuve Agusan près duquel se trouve la ville de Butuan, qui donne son nom à la baie.